# Віталіє Пирлог
Віталіє Пирлог (рум. Vitalie Pîrlog; нар. 28 липня 1974, Ніспорени, Молдавська РСР, СРСР) — молдовський політичний діяч, виконувач обов'язків прем'єр-міністра Молдови (2009).

## Життєпис
Народився 28 липня 1974 в місті Ніспорени Молдавської РСР.
1992 року вступив до Міжнародного незалежного університету Молдови на факультет права, 1997 року завершив навчання та отримав диплом за спеціальністю «Міжнародне право».
У 1993-1997 працював консультантом з юридичних питань в приватній компанії.
У січні 2001 призначений заступником начальника Управління урядового агента та міжнародних відносин міністерства юстиції Республіки Молдова, у 2001-2006 був представником уряду Молдови в Європейському суді з прав людини.
З 20 вересня 2006 по 25 вересня 2009 обіймав посаду міністра юстиції Молдови.
14-25 вересня 2009 — виконувач обов'язків прем'єр-міністра Молдови.
З 2009 очолює громадську асоціацію «Альянс за юстицію та права людини».